# 서울특별시도 제C3호선
내부순환도시고속도로(內部循環都市高速道路, 서울특별시도 제C3호선)는 서울특별시 마포구 성산동에서 시작하여 내부순환로와 동부간선도로와 강변북로를 지나 순환하는 고속화도로이다.

## 주요 경유지
서울특별시
- 마포구 (성산동 - 연남동 - 마포동 - 토정동 - 당인동 - 합정동 - 망원동 - 상암동)
- 서대문구 (남가좌동 - 연희동 - 홍은동 - 홍제동)
- 종로구 (부암동 - 평창동)
- 성북구 (정릉동 - 길음동 - 하월곡동 - 종암동)
- 동대문구 (청량리동 - 제기동 - 용두동)
- 성동구 (마장동 - 사근동 - 용답동 - 성수동1가 - 금호동4가 - 옥수동)
- 용산구 (한남동 - 보광동 - 주성동 - 동빙고동 - 서빙고동 - 용산동6가 - 이촌동 - 원효로4가 - 청암동)

## 노선
- 연한 파란색(■): 서울특별시도 제C3호선 구간
- 연한 초록색(■): 서울특별시도 제C3호선 및 서울특별시도 제02호선 중복 구간
- 연한 분홍색(■): 서울특별시도 제C3호선, 서울특별시도 제04호선 및 서울특별시도 제2501호선 중복 구간
- 연한 노란색(■): 서울특별시도 제C3호선 및 서울특별시도 제04호선 중복 구간

| 도로명                                  | 교차로 · 교량 · 터널                                   | 접속 노선                                    | 소재지                                  | 소재지                                  | 비고                                    |
| 서울특별시도 제C3호선 내부순환로와 직결 | 서울특별시도 제C3호선 내부순환로와 직결                | 서울특별시도 제C3호선 내부순환로와 직결      | 서울특별시도 제C3호선 내부순환로와 직결 | 서울특별시도 제C3호선 내부순환로와 직결 | 서울특별시도 제C3호선 내부순환로와 직결 |
| --------------------------------------- | ------------------------------------------------------ | -------------------------------------------- | --------------------------------------- | --------------------------------------- | --------------------------------------- |
| 내 부 순 환 로                          | 성산나들목                                             | 국도 제48호선 · 서울특별시도 제01호선 성산로 | 마포구                                  | 성산제2동                               | 홍제천고가교 구간                       |
| 내 부 순 환 로                          |                                                        |                                              | 서대문구                                | 남가좌제1동                             | 홍제천고가교 구간                       |
| 내 부 순 환 로                          | 연희나들목                                             | 서울특별시도 제113호선 모래내로              | 서대문구                                | 연희동                                  | 홍제천고가교 구간                       |
| 내 부 순 환 로                          | 연희나들목                                             | 홍제천로                                     | 서대문구                                | 연희동                                  | 홍제천고가교 구간                       |
| 내 부 순 환 로                          |                                                        | 남가좌제2동                                  | 서대문구                                |                                         | 홍제천고가교 구간                       |
| 내 부 순 환 로                          | 연희동                                                 |                                              | 서대문구                                |                                         | 홍제천고가교 구간                       |
| 내 부 순 환 로                          | 홍제나들목                                             | 서울특별시도 제4901호선 연희로               | 서대문구                                | 홍은제2동                               | 홍제천고가교 구간                       |
| 내 부 순 환 로                          |                                                        | 홍제제1동                                    | 서대문구                                |                                         | 홍제천고가교 구간                       |
| 내 부 순 환 로                          | 홍은제2동                                              |                                              | 서대문구                                |                                         | 홍제천고가교 구간                       |
| 내 부 순 환 로                          | 홍은제1동                                              |                                              | 서대문구                                |                                         | 홍제천고가교 구간                       |
| 내 부 순 환 로                          | 홍제제3동                                              |                                              | 서대문구                                |                                         | 홍제천고가교 구간                       |
| 내 부 순 환 로                          | 홍은나들목                                             | 서울특별시도 제4901호선 세검정로             | 서대문구                                | 홍은제1동                               | 홍제천고가교 구간                       |
| 내 부 순 환 로                          | 홍은나들목                                             | 홍은중앙로                                   | 서대문구                                | 홍은제1동                               | 홍제천고가교 구간                       |
| 내 부 순 환 로                          | 홍지문터널 (북악산)                                    |                                              | 서대문구                                | 홍제제3동                               |                                         |
| 내 부 순 환 로                          | 홍지문터널 (북악산)                                    | 종로구                                       | 부암동                                  |                                         |                                         |
| 내 부 순 환 로                          | 홍지문터널 (북악산)                                    | 종로구                                       | 평창동                                  |                                         |                                         |
| 내 부 순 환 로                          | 정릉터널 (북악산)                                      | 종로구                                       |                                         |                                         |                                         |
| 내 부 순 환 로                          | 성북구                                                 | 정릉제3동                                    |                                         |                                         |                                         |
| 내 부 순 환 로                          | 성북구                                                 | 정릉제3동                                    | 국민대입구나들목                        | 서울특별시도 제4901호선 정릉로          | 북부고가교 구간                         |
| 내 부 순 환 로                          | 성북구                                                 | 정릉제3동                                    | 정릉나들목                              | 서울특별시도 제4901호선 정릉로          | 북부고가교 구간                         |
| 내 부 순 환 로                          | 성북구                                                 | 정릉제2동                                    |                                         |                                         | 북부고가교 구간                         |
| 내 부 순 환 로                          | 성북구                                                 | 정릉제1동                                    |                                         |                                         | 북부고가교 구간                         |
| 내 부 순 환 로                          | 성북구                                                 | 길음나들목                                   | 서울특별시도 제4901호선 정릉로          | 돈암제1동                               | 북부고가교 구간                         |
| 내 부 순 환 로                          | 성북구                                                 | 길음제2동                                    |                                         |                                         | 북부고가교 구간                         |
| 내 부 순 환 로                          | 성북구                                                 | 하월곡분기점                                 | 서울특별시도 제03호선 북부간선도로      | 종암동                                  | 북부고가교 구간                         |
| 내 부 순 환 로                          | 성북구                                                 | 하월곡분기점                                 | 서울특별시도 제03호선 북부간선도로      | 종암동                                  | 정릉천고가교 구간                       |
| 내 부 순 환 로                          | 성북구                                                 | 월곡제2동                                    |                                         |                                         |                                         |
| 내 부 순 환 로                          | 성북구                                                 | 월곡나들목                                   | 서울특별시도 제52호선 월곡로            | 종암동                                  |                                         |
| 내 부 순 환 로                          | 성북구                                                 | 월곡나들목                                   | 월곡로10길                              | 종암동                                  |                                         |
| 내 부 순 환 로                          | 성북구                                                 | 월곡나들목                                   | 월곡로13길                              | 종암동                                  |                                         |
| 내 부 순 환 로                          | 성북구                                                 | 월곡나들목                                   | 종암로30길                              | 종암동                                  |                                         |
| 내 부 순 환 로                          | 성북구                                                 | 월곡나들목                                   | 회기로5길                               | 종암동                                  |                                         |
| 내 부 순 환 로                          |                                                        |                                              | 동대문구                                | 제기동                                  |                                         |
| 내 부 순 환 로                          | 마장나들목                                             | 서울특별시도 제50호선 청계천로               | 동대문구                                | 용신동                                  |                                         |
| 내 부 순 환 로                          | 마장나들목                                             | 정릉천동로                                   | 동대문구                                | 용신동                                  |                                         |
| 내 부 순 환 로                          |                                                        |                                              | 성동구                                  | 마장동                                  |                                         |
| 내 부 순 환 로                          | 사근나들목                                             | 살곶이길                                     | 성동구                                  | 사근동                                  |                                         |
| 내 부 순 환 로                          |                                                        | 용답동                                       | 성동구                                  |                                         |                                         |
| 내 부 순 환 로                          | 사근동                                                 |                                              | 성동구                                  |                                         |                                         |
| 내 부 순 환 로                          | 용답동                                                 |                                              | 성동구                                  |                                         |                                         |
| 내 부 순 환 로                          |                                                        | 서울특별시도 제02호선 동부간선도로           | 성동구                                  | 성수1가제2동                            | 교차로 이름 없음                        |
| 동 부 간 선 도 로                       |                                                        | 서울특별시도 제02호선 동부간선도로           | 성동구                                  | 성수1가제2동                            | 교차로 이름 없음                        |
| 뚝도1교 (중랑천)                        |                                                        |                                              | 성동구                                  | 성수1가제2동                            |                                         |
| 뚝도2교 (중랑천)                        |                                                        |                                              | 성동구                                  | 성수1가제2동                            |                                         |
|                                         | 서울특별시도 제30호선 고산자로                         | 교차로 이름 없음                             | 성동구                                  | 성수1가제2동                            |                                         |
|                                         | 서울특별시도 제3111호선 뚝섬로                         | 교차로 이름 없음                             | 성동구                                  | 성수1가제2동                            |                                         |
|                                         | 서울특별시도 제02호선 · 제04호선 · 제2501호선 강변북로 | 교차로 이름 없음                             | 성동구                                  | 성수1가제1동                            |                                         |
| 강 변 북 로                             | 서울특별시도 제02호선 · 제04호선 · 제2501호선 강변북로 | 교차로 이름 없음                             | 성동구                                  | 성수1가제1동                            |                                         |
| 두모교 (중랑천)                         |                                                        | 금호4가동                                    | 성동구                                  |                                         |                                         |
| 두모교 (중랑천)                         | 옥수동                                                 |                                              | 성동구                                  |                                         |                                         |
| 한남대교북단                            | 서울특별시도 제27호선 강남대로                         | 용산구                                       | 한남동                                  |                                         |                                         |
| 한남대교북단                            | 서울특별시도 제27호선 한남대로                         | 용산구                                       | 한남동                                  |                                         |                                         |
|                                         |                                                        | 용산구                                       | 보광동                                  | 해당 구간 교차로 없음                   |                                         |
| 동빙고다리 (한강)                       |                                                        | 용산구                                       | 서빙고동                                |                                         |                                         |
| 반포대교북단                            | 서울특별시도 제26호선 녹사평대로                       | 용산구                                       | 서빙고동                                |                                         |                                         |
| 반포대교북단                            | 서울특별시도 제26호선 반포대로                         | 용산구                                       | 서빙고동                                |                                         |                                         |
| 반포대교북단                            | 서빙고로                                               | 용산구                                       | 서빙고동                                |                                         |                                         |
| 반포북단교 (한강)                       |                                                        | 용산구                                       | 서빙고동                                |                                         |                                         |
| 서빙고다리 (한강)                       |                                                        | 용산구                                       | 서빙고동                                |                                         |                                         |
|                                         | 이촌로                                                 | 용산구                                       | 서빙고동                                | 교차로 이름 없음                        |                                         |
| 동작대교북단                            | 서울특별시도 제25호선 동작대로                         | 용산구                                       | 서빙고동                                |                                         |                                         |
| 동작대교북단                            | 이촌로                                                 | 용산구                                       | 서빙고동                                |                                         |                                         |
|                                         | 이촌로88길                                             | 용산구                                       | 이촌제1동                               | 교차로 이름 없음                        |                                         |
|                                         | 서빙고로62길                                           | 용산구                                       | 이촌제1동                               | 교차로 이름 없음                        |                                         |
|                                         | 서빙고로62길                                           | 용산구                                       | 이촌제1동                               | 교차로 이름 없음                        |                                         |
|                                         | 이촌로46길                                             | 용산구                                       | 이촌제1동                               | 교차로 이름 없음                        |                                         |
| 이촌로54길                              |                                                        | 용산구                                       | 이촌제1동                               | 교차로 이름 없음                        |                                         |
| 한강대교북단                            | 서울특별시도 제22호선 양녕로                           | 용산구                                       | 이촌제1동                               |                                         |                                         |
| 한강대교북단                            | 서울특별시도 제22호선 한강대로                         | 용산구                                       | 이촌제1동                               |                                         |                                         |
|                                         | 서빙고로62길                                           | 용산구                                       | 이촌제2동                               | 교차로 이름 없음                        |                                         |
| 새남터다리 (한강)                       |                                                        | 용산구                                       | 이촌제2동                               |                                         |                                         |
|                                         | 이촌로                                                 | 용산구                                       | 이촌제2동                               | 교차로 이름 없음                        |                                         |
| 원효대교북단교 (무악천)                 |                                                        | 용산구                                       | 이촌제2동                               |                                         |                                         |
| 원효대교북단                            | 서울특별시도 제21호선 여의대방로                       | 용산구                                       | 이촌제2동                               |                                         |                                         |
| 원효대교북단                            | 서울특별시도 제21호선 원효로                           | 용산구                                       | 이촌제2동                               |                                         |                                         |
| 원효대교북단                            | 청파로                                                 | 용산구                                       | 이촌제2동                               |                                         |                                         |
| 원효대교북단                            | 이촌로2길                                              | 용산구                                       | 이촌제2동                               |                                         |                                         |
|                                         | 원효로                                                 | 용산구                                       | 원효로제2동                             | 교차로 이름 없음                        |                                         |
| 마포대교북단                            | 국도 제46호선 · 서울특별시도 제51호선 마포대로         | 마포구                                       | 도화동                                  |                                         |                                         |
| 마포대교북단                            | 마포대로4다길                                          | 마포구                                       | 도화동                                  |                                         |                                         |
|                                         | 대흥로                                                 | 마포구                                       | 용강동                                  | 교차로 이름 없음                        |                                         |
| 서강대교북단                            | 국회대로                                               | 마포구                                       | 신수동                                  |                                         |                                         |
| 서강대교북단                            | 서강로                                                 | 마포구                                       | 신수동                                  |                                         |                                         |
| 서강대교북단                            | 창전로                                                 | 마포구                                       | 신수동                                  |                                         |                                         |
| 봉원교 (봉원천)                         |                                                        | 마포구                                       | 신수동                                  |                                         |                                         |
|                                         | 토정로                                                 | 마포구                                       | 서강동                                  | 교차로 이름 없음                        |                                         |
|                                         | 와우산로                                               | 마포구                                       | 서강동                                  | 교차로 이름 없음                        |                                         |
| 당인교 (한강)                           |                                                        | 마포구                                       | 서강동                                  |                                         |                                         |
| 잠두봉지하차도 (절두산)                 |                                                        | 마포구                                       | 합정동                                  |                                         |                                         |
| 서호교 (한강)                           |                                                        | 마포구                                       | 합정동                                  |                                         |                                         |
| 양화대교북단                            | 서울특별시도 제49호선 선유로                           | 마포구                                       | 합정동                                  |                                         |                                         |
| 양화대교북단                            | 서울특별시도 제49호선 양화로                           | 마포구                                       | 합정동                                  |                                         |                                         |
| 양화대교북단                            | 서울특별시도 제4603호선 토정로                         | 마포구                                       | 합정동                                  |                                         |                                         |
| 양화대교북단                            | 포은로                                                 | 마포구                                       | 합정동                                  |                                         |                                         |
| 양화대교북단                            | 희우정로                                               | 마포구                                       | 합정동                                  |                                         |                                         |
| 양화대교북단                            | 양화로1길                                              | 마포구                                       | 합정동                                  |                                         |                                         |
| 양화대교북단                            | 양화진2길                                              | 마포구                                       | 합정동                                  |                                         |                                         |
| 양화대교북단                            | 양화진4길                                              | 마포구                                       | 합정동                                  |                                         |                                         |
|                                         | 동교로                                                 | 마포구                                       | 합정동                                  | 교차로 이름 없음                        |                                         |
| (망원한강공원)                          |                                                        | 마포구                                       | 망원제1동                               | 터널 이름 없음                          |                                         |
| 성산대교북단                            | 국도 제1호선 · 제48호선 · 서울특별시도 제01호선 성산로 | 마포구                                       | 망원제2동                               |                                         |                                         |
| 성산대교북단                            | 서울특별시도 제04호선 강변북로                         | 마포구                                       | 망원제2동                               |                                         |                                         |
| 성산대교북단                            | 내 부 순 환 로                                         | 마포구                                       | 망원제2동                               |                                         |                                         |
| 성산대교북단                            | 망원로                                                 | 마포구                                       | 망원제2동                               |                                         |                                         |
|                                         |                                                        | 마포구                                       | 상암동                                  | 홍제천고가교 구간                       |                                         |
| 성산나들목                              | 국도 제48호선 · 서울특별시도 제01호선 성산로           | 마포구                                       | 성산제2동                               | 홍제천고가교 구간                       |                                         |
| 서울특별시도 제C3호선 내부순환로와 직결 |                                                        |                                              |                                         |                                         |                                         |